# Anfiteatro romano di Luni
L'anfiteatro di Luni si trova nell'area del Museo Archeologico Nazionale di Luni.

## Storia

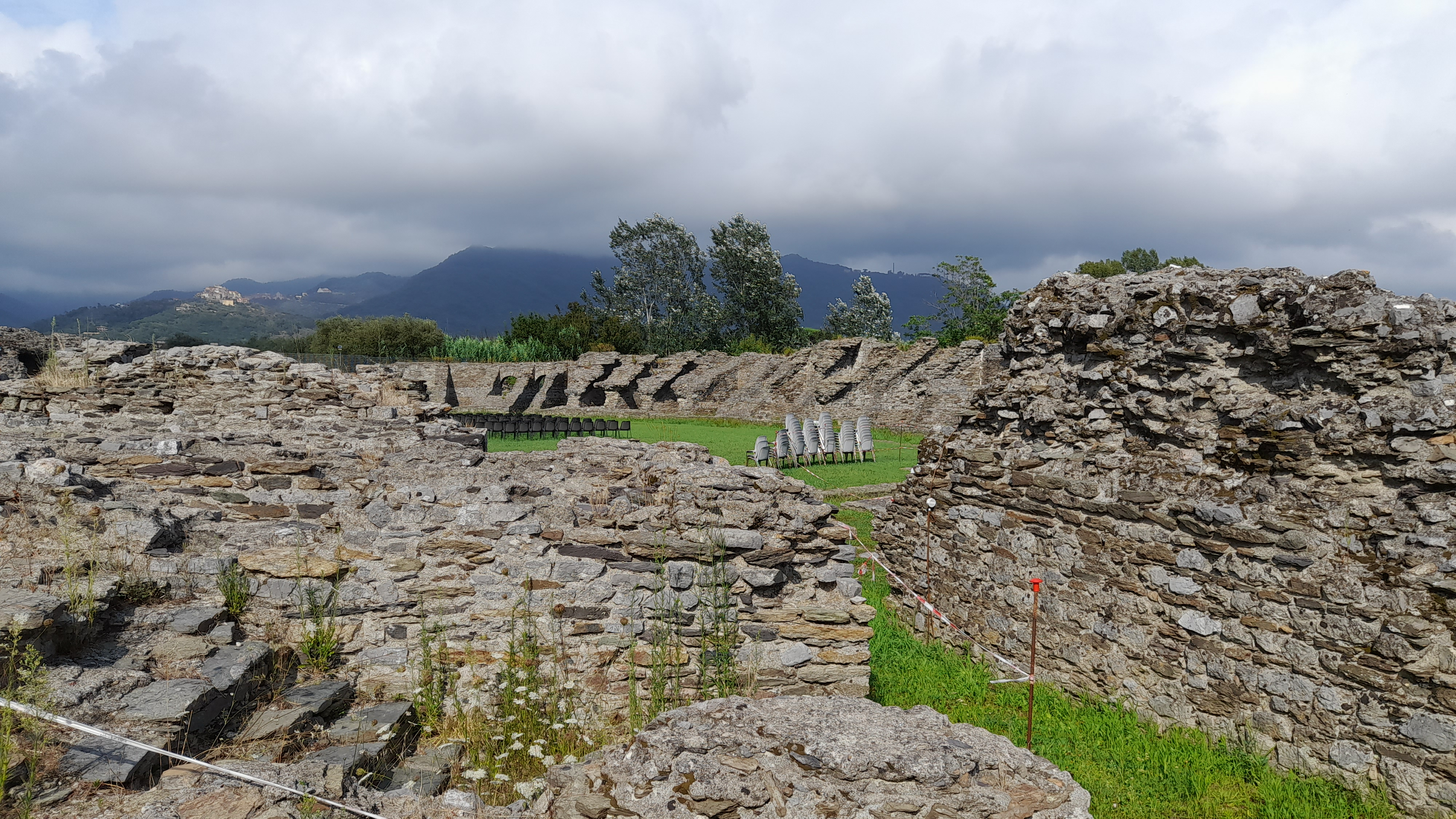
L’anfiteatro in uno scatto del 2023

L’anfiteatro della colonia romana di Luna fu costruito nel II secolo d.C.,  forse in età antonina. L’edificio sorgeva nel quartiere orientale della città, lungo l'antico tracciato della Via Aurelia. Il monumento è orientato sulla base della ripartizione agraria di età augustea che si sovrappone, con orientamento diverso, a quella risalente alla fondazione in età repubblicana della colonia.

## Descrizione
Di forma ellittica, il suo asse maggiore misura 88,5 m e l'asse minore 70,2 m. Si calcola che l'edificio avesse una capienza di circa 7000 spettatori.
L’intera costruzione è stata realizzata in conglomerato cementizio. Alcuni elementi, però, furono rivestiti in pietra. È il caso delle volte delle scale, che presentano un rivestimento in blocchetti di scisti del Monte Caprione disposti irregolarmente (opus incertum).
Le porte principali, invece, furono rivestite con blocchetti regolari di calcare grigio e ciottoli di arenaria (tale tecnica è definita “petit appareil”).
Dell’edificio si conservano soltanto le sostruzioni (ovvero gli elementi di sostegno) delle gradinate, che si articolano in due anelli concentrici di camere a volta. Scale e passaggi, ricavati dentro l’anello interno, consentivano l’accesso alle gradinate inferiori (ima cavea). Alle gradinate superiori (summa cavea) si accedeva invece mediante una serie di scale ricavate nell'anello esterno.
La costruzione era dotata di un complesso sistema di smaltimento delle acque piovane, cui era funzionale la canaletta di scolo che scorreva all'interno del corridoio coperto che delimitava l'arena, cui si accedeva mediante ingressi voltati. La summa cavea era invece provvista di canalette di scolo in terracotta inserite nelle stesse murature esterne. Una galleria coperta ricopriva infine l’ordine superiore delle gradinate, come è testimoniato dal rinvenimento di tegole, coppi e antefisse.